# Roland Meinl
Roland Meinl (* 4. März 1929 in Silberbach, Tschechoslowakei; † 4. Dezember 2007) war ein deutscher Unternehmer und Gründer der Roland Meinl Musikinstrumente. Er gilt als Pionier auf dem Gebiet der Herstellung von Schlagwerk (Schlagzeug, vor allem Becken), Perkussion und anderen Musikinstrumenten (Blasinstrumente). Sein Unternehmen ist einer der führenden Markenhersteller auf dem Musikmarkt. 

## Leben
Roland Meinl war der älteste Sohn von Emil und Hedwig Meinl. Er absolvierte in Silberbach die Handelsschule und wurde bei Kriegsende mit 16 Jahren als Flakhelfer in den Kriegswehrdienst eingezogen. 
Nach Kriegsende begann er eine Lehre zum Blasinstrumentenbauer in Kraslice, musste diese jedoch nach der Vertreibung seiner Familie aus der Tschechoslowakei abbrechen. In Rimpar nahe Würzburg konnte er eine neue Ausbildung beginnen. Im Anschluss verlegte die Familie ihren Wohnsitz nach Neustadt an der Aisch in Franken, wo Roland Meinl 1951 die Firma Roland Meinl Musikinstrumente gründete. Zunächst wurde ohne Maschinen und in geringer Stückzahl produziert. Meinl transportierte die handgefertigten Becken auf dem Fahrradgepäckträger zum Versand zum Neustädter Bahnhof. Das Unternehmen expandierte und stellte 1964 den ersten Angestellten ein. 1969 bezog die zu einem mittelständischen Betrieb gewachsene Firma ein neues Firmengebäude. In den 1970er Jahren steigerte Meinl die Produktion und richtete einen Maschinenpark ein. Zugleich etablierte er seinen Großhandel, über den beispielsweise auch Konzertgitarren vertrieben wurden.
1972 stieg sein Sohn Reinhold ins Unternehmen ein; Roland Meinl übertrug ihm wenige Jahre darauf die Geschäftsleitung. 1978 gründete Roland Meinl eine Produktionsstätte für Perkussionsinstrumente in Bangkok und erweiterte so die Produktpalette seiner Firma. Als Berater blieb Roland Meinl bis ins hohe Alter den Unternehmen verbunden. 
Meinl war verheiratet und hatte zwei Kinder, Ingeborg und Reinhold.